# Theloderma stellatum
Theloderma stellatum es una especie de ranas que habita en Tailandia, Vietnam y, posiblemente, también en Camboya.
Esta especie se encuentra en peligro de extinción por la pérdida de su hábitat natural. 